# John Bunnell
John Edwin Bunnell (ur. 25 maja 1944 w Pendleton) – amerykański szeryf, aktor i producent filmowy.
W 1969 roku Bunnell dołączył do Multnomah County Sheriff's Office, w 1994 roku stał się zastępca szeryfa. Kiedy szeryf Robert G. Skipper odszedł w tym samym roku na emeryturę jeszcze przed tym mianował Bunnella na szeryfa. W 1998 roku wziął udział w amerykańskim serialu World's Wildest Police Videos.

## Filmografia

### Filmy
- Ghost World
- Zły Mikołaj

### Seriale
- World’s Wildest Police Videos
- Family Guy

### Gry komputerowe
- World’s Scariest Police Chases – głos